# Linda Larkin
Linda Larkin (20 maart 1970) is een Amerikaanse actrice en stemactrice. 
Larkin is het meest bekend als stemactrice in de Engelstalige Aladdin films, televisieseries en computerspellen als Prinses Jasmine. Ze is sinds 2002 gehuwd met Yul Vazquez.

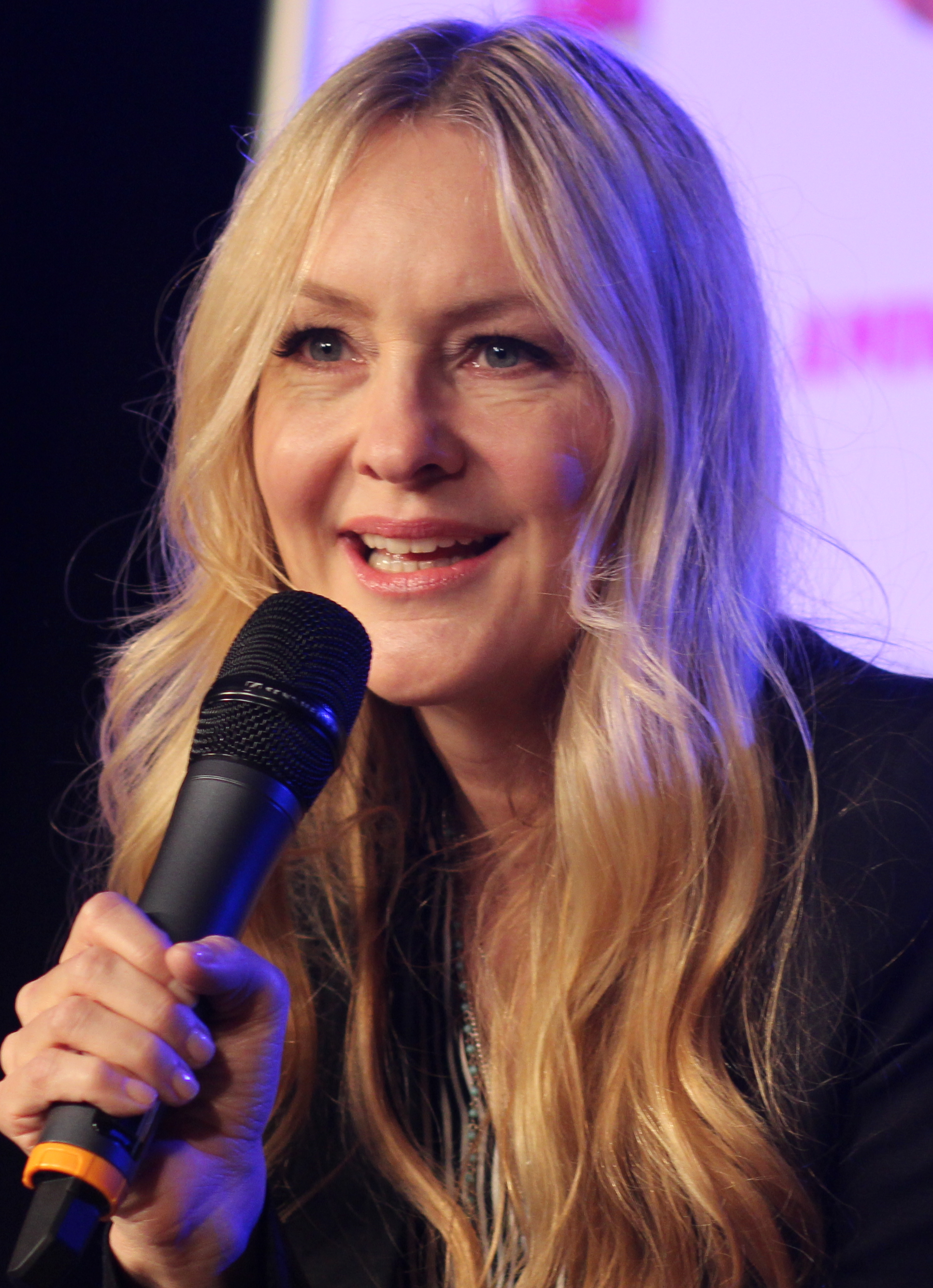
Linda Larkin (2015)

## Filmografie

### Animatiefilms
- 2018 Ralph Breaks the Internet - als prinses prinses Jasmine
- 2007 Disney Princess Enchanted Tales: Follow Your Dreams – als prinses Jasmine
- 2005 Jasmine's Enchanted Tales: Journey of a Princess – als prinses Jasmine
- 2005 Disney Princess Party: Volume Two – als prinses Jasmine
- 1999 Jasmine's Wish – als prinses Jasmine
- 1999 True Hearts – als prinses Jasmine
- 1998 Aladdin's Arabian Adventures: Creatures of Invention – als prinses Jasmine
- 1998 Aladdin's Arabian Adventures: Fearless Friends – als prinses Jasmine
- 1998 Aladdin's Arabian Adventures: Magic Makers – als prinses Jasmine
- 1998 Aladdin's Arabian Adventures: Team Genie – als prinses Jasmine
- 1998 Magic and Mystery – als prinses Jasmine
- 1998 The Greatest Treasure – als prinses Jasmine
- 1996 Aladdin and the King of Thieves – als prinses Jasmine
- 1995 Aladdin on Ice – als prinses Jasmine
- 1994 The Return of Jafar – als prinses Jasmine
- 1992 Aladdin – als prinses Jasmine

### Films
- 2007 You Belong to Me – als Clara
- 2007 Joshua – als Ms. Danforth
- 2004 Knots – als Annette
- 2000 Fear of Fiction – als Liz
- 2000 The Next Best Thing – als Kelly
- 1999 Runaway Bride – als vriendin van Gill
- 1999 FInal Rinse – als Trudy Tackle
- 1999 Two Ninas – als Carrie Boxer
- 1999 My Girlfriend's Boyfriend – als Cory
- 1996 Childhood's End – als Caroline Ballard
- 1996 Basquiat – als fan
- 1996 Our Son, the Matchmaker – als Melanie Miller
- 1994 Zapped Again! – als Joanne

### Animatieseries
Uitgezonderd eenmalige gastrollen.
- 2018-2019 Disney Comics in Motion - als prinses prinses Jasmine - 2 afl.
- 1994-1995 Aladdin – als prinses Jasmine – 59 afl.

### Televisieseries
Uitgezonderd eenmalige gastoptredens.
- 1998 Trinity – als Alycia – 2 afl.

### Computerspellen
- 2022 Grand Theft Auto Online - als Violet Jordan
- 2021 Cookie Run: Kingdom - als Jasmine Cookie
- 2015 Disney Infinity 3.0 - als prinses Jasmine
- 2014 Disney Infinity: Marvel Super Heroes - als prinses Jasmine
- 2013 Grand Theft Auto V – als Violet
- 2011 Kinect Disneyland Adventures – als prinses Jasmine
- 2007 Kingdom Hearts II: Final Mix+ – als prinses Jasmine
- 2005 Kingdom Hearts II – als prinses Jasmine
- 2002 Kingdom Hearts – als prinses Jasmine
- 2002 Darkened Skye – als Sky of Lynlorra
- 2001 Aladdin in Nasira's Revenge – als prinses Jasmine
- 1998 Aladdin's Math Quest – als prinses Jasmine
- 1994 Aladdin Activity Center – als prinses Jasmine

- Gemeinsame Normdatei: 173802915
- International Standard Name Identifier: 0000 0000 4429 2210
- Library of Congress Control Number: no2005047007
- MusicBrainz: 81dae431-de5d-40ef-8c28-b6685874ae1d
- Nationale Bibliotheek van Israël: 987007425127505171
- Virtual International Authority File: 264739590
- WorldCat: E39PBJmxWRgQ8mTxwtq3DvmmVC